# Quintette de clarinettes
Le quintette de clarinettes peut se référer à diverses organisations instrumentales à base de clarinettes comme:
- cinq clarinettes soprano en si bémol ;
- quatre clarinettes soprano en si bémol et une clarinette basse ;
- trois clarinettes soprano et deux clarinettes basses;
- une petite clarinette en mi bémol, deux clarinettes en si bémol et deux clarinettes basses;
- ou une petite clarinette, deux clarinettes soprano, une clarinette alto en mi bémol et une clarinette basse.

L'expression est donc utilisée pour désigner une pièce écrite pour l'un de ces ensembles.

## Ensembles
Il existe des ensembles constitués de quintettes de clarinettes ayant réalisé des enregistrements.
France
- Quintette de clarinettes de Paris, dirigé par Charles Carlier[1]
- Quintet Clarinettes avec Michel Aumont, Dominique Jouve, Dominique Le Bozec, Erik Marchand, Bernard Subert, invité: Louis Sclavis (musique bretonne)[2]

Allemagne
- Klarinetten-Quintett NA+5

Argentine
- Quinteto de Clarinetes de Buenos Aires: avec Amalia del Giudice - (es) requinto, Evjord Ngjeliu - cl. soprano, Sebastián Guido Tozzola - cl. soprano, Griselda Giannini - clarinette basse, Elizabeth Cueli - clarinette alto[3]

Brésil
- Madeira de Vento
- Quinteto de Clarinetes Sujeito a Guincho

États-Unis
- The Roadkill Clarinet Quintet[4]

## Arrangements
Il existe de nombreux arrangements pour quintette de clarinettes,,.